# Acuerdo Yamagata–Lobanov

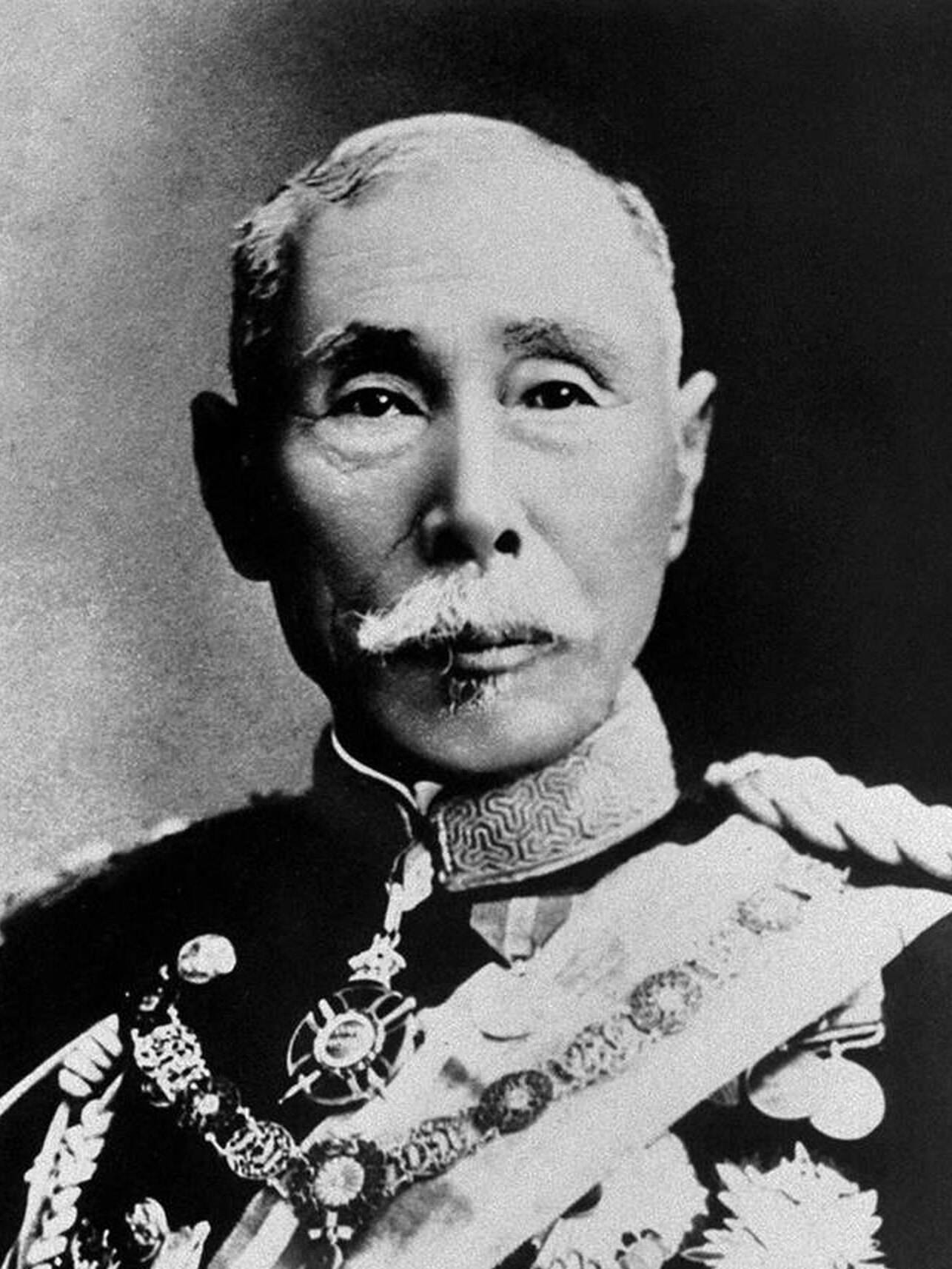
Ex primer ministro de Japón, Yamagata Aritomo.

El Acuerdo Yamagato-Lobanov (山縣・ロバノフ協定, Yamagata-Robanofu Kyōtei, en ruso: Протокол Лобанова — Ямагаты), firmado en San Petersburgo el 9 de junio de 1896, y fue el segundo de tres acuerdos firmados entre el Imperio del Japón y el Imperio ruso sobre las disputas relacionadas con su esfera de influencia sobre Corea.
Con facciones pro-japonesas y prorrusas dentro de la dinastía Joseon compitiendo por el poder, la situación política cada vez más inestable en Corea estaba poniendo en peligro los intereses económicos y estratégicos de Japón y Rusia. Después del asesinato de la emperatriz Myeongseong, el emperador coreano Gojong se había refugiado en el consulado ruso en Seúl por invitación del enviado ruso Karl Ivanovich Weber, y Rusia había alcanzado una influencia primordial sobre la política coreana en ese momento. Esto se confirmó en el Memorándum Komura-Waeber, que otorgó a Rusia el derecho de estacionar cuatro compañías de tropas en Corea, y exigió que Japón reconociera al nuevo gabinete de "facción pro-rusa" de Corea dirigido por Yi Wan-yong.
Durante la ceremonia de coronación del zar ruso Nicolás II, la delegación japonesa discutió la creciente fricción sobre Corea y propuso que la península coreana se dividiera en el paralelo 38, en caso de que las tropas rusas y japonesas se vieran obligadas a ocupar Corea. La propuesta fue rechazada, pero el primer ministro soviético Iósif Stalin resucitó el concepto muchos años después en las negociaciones de la Conferencia de Yalta con Estados Unidos durante la Segunda Guerra Mundial.

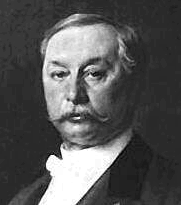
El príncipe Alexei Lobanov-Rostovsky.

El Acuerdo Yamagata-Lobanov fue firmado en San Petersburgo por el exprimer ministro de Japón, Yamagata Aritomo, y el canciller ruso, el príncipe Alexei Lobanov-Rostovsky. En efecto, el Acuerdo garantizaba la independencia de Corea a través de un coprotectorado tácito mantenido por Japón y Rusia, con el objetivo de preservar a Corea como un estado colchón entre Japón y los intereses rusos en Manchuria y las provincias marítimas rusas. El Acuerdo también declaró una intención conjunta de alentar la reforma fiscal en Corea, promover la formación de una policía y un ejército modernos y mantener líneas telegráficas.
El Acuerdo tenía dos disposiciones no públicas. En el primero, Japón y Rusia afirmaron su derecho mutuo de enviar tropas adicionales a Corea en caso de cualquier disturbio importante, y en el segundo, ambos países afirmaron sus derechos a estacionar tropas en Corea hasta el momento en que Corea tuviera su propio ejército moderno. equipado para manejar tales perturbaciones. Cuando Yamagata aceptó los términos del acuerdo con Lobanov, no sabía que solo unos días antes, los rusos habían firmado el Tratado Li-Lobanov con China, una alianza de facto contra Japón, en la que Rusia obtuvo acceso sin restricciones a Manchuria y un contrato de arrendamiento sobre la península de Liaotung.
El Acuerdo Yamagata-Lobanov fue reemplazado por el Acuerdo Nishi-Rosen de 1898.